# 15 Brygada Ochrony Pogranicza
15 Brygada Ochrony Pogranicza – zlikwidowana brygada w strukturze organizacyjnej Wojsk Ochrony Pogranicza pełniący służbę na granicy polsko-czechosłowackiej i polsko-radzieckiej.

## Formowanie i zmiany organizacyjne
15 Brygada Ochrony Pogranicza JW 1923 (Zarządzenie SzSG Nr 0053/Org. z 30 marca 1946) sformowana została w 1948 na bazie Rzeszowskiego Oddziału WOP nr 8, na podstawie rozkazu MON nr 055/org. z 20 marca 1948.
Brygada posiadała cztery bataliony, a stan etatowy wynosił 1596 żołnierzy i 12 pracowników cywilnych. Sztab brygady stacjonował w Przemyślu, ul Basztowa. Podporządkowana została Głównemu Inspektoratowi Ochrony Pogranicza. Zaopatrzenie realizowane było przez kwatermistrzostwo okręgu wojskowego. 
15 Brygada OP przyjęła do ochrony wyznaczony odcinek granicy państwowej i rozpoczęła pełnienie służby granicznej. Jednocześnie kontynuowano likwidację skutków zakończonych walk z UPA. Remontowano drogi dojazdowe do strażnic i mosty na drogach: Baligród–Cisna–Wetlina oraz Baligród–Wołkowyja–Rajskie–Hulskie. Odbudowano strażnice OP: Wetlina, Ustrzyki Górne, Stuposiany, Dwernik i Hulskie.
Rozkazem Ministra Obrony Narodowej nr 205/Org. z 4 grudnia 1948, z dniem 1 stycznia 1949, Wojska Ochrony Pogranicza podporządkowano Ministerstwu Bezpieczeństwa Publicznego. Zaopatrzenie brygady przejęła Komenda Wojewódzka MO.
Aby nadać ochronie granic większą rangę, podkreślano wojskowy charakter formacji 1 stycznia 1950 powrócono w nazwach jednostek do wcześniejszego określania: „Wojska Ochrony Pogranicza”. Z dniem 1 stycznia 1951 weszła w życie nowa numeracja batalionów i brygad Wojsk Ochrony Pogranicza. Na bazie 15 Brygady Ochrony Pogranicza powstała 26 Brygada WOP.

## Struktura organizacyjna
W 1948:
- Dowództwo, sztab i pododdziały dowodzenia
- samodzielny batalion ochrony pogranicza nr 29 – Lubaczów
- samodzielny batalion ochrony pogranicza nr 31 – Przemyśl
- samodzielny batalion ochrony pogranicza nr 33 – Olszanica
- samodzielny batalion ochrony pogranicza nr 35 – Baligród.

Etat brygady przewidywał: 4 bataliony, 1596 wojskowych i 12 pracowników cywilnych.
Na terenie odpowiedzialności brygady funkcjonowały trzy GPK:
- Graniczna Placówka Kontrolna nr 37 „Medyka” (drogowa)
- Graniczna Placówka Kontrolna nr 38 „Przemyśl” (kolejowa)
- Graniczna Placówka Kontrolna nr 39 „Olszanica” (kolejowa).

## Sztandar brygady
Sztandar dowódcy brygady ppłk. Leonowi Michalakowi wręczył w Przemyślu 16 października 1948 marszałek Polski Michał Rola-Żymierski.
Na lewej stronie płatu w narożnych kwadratach wyhaftowano na tarczach: w lewym górnym rogu liczbę „15”, w lewym dolnym i prawym górnym stylizowanego, dwugłowego orła i w prawym dolnym rogu napis: „ŻOŁNIERZOM 15 BR. O.P. ZIEMIA PRZEMYSKA”. Na drzewcu sztandaru znajdują się 22 gwoździe pamiątkowe. Brak jest gwoździa pierwszego od góry w rzędzie z prawej strony drzewca.
Na gwoździach m.in. są następujące napisy: 17. „płk Garbowski”, 18. „płk dypl. Grajworoński”, 19. „płk Mróz”, 20. „ppłk Michalak”, 21. „st. sierż. B. Wieciek”, 22. „strzelec A. Matusiak”.

## Żołnierze brygady
dowódcy brygady: 
- ppłk Leon Michalak (do 18.04.1949)
- płk Filip Kujun

oficerowie:
- Jan Puławski..

## Przekształcenia
8 Oddział Ochrony Pogranicza → 8 Rzeszowski Oddział WOP → 15 Brygada Ochrony Pogranicza → 26 Brygada WOP → Grupa Manewrowa WOP Przemyśl «» Samodzielny Oddział Zwiadowczy WOP Przemyśl → 26 Oddział WOP → 26 Przemyski Oddział WOP → Bieszczadzka Brygada WOP → Bieszczadzki Oddział SG